# Внутрішня Монголія

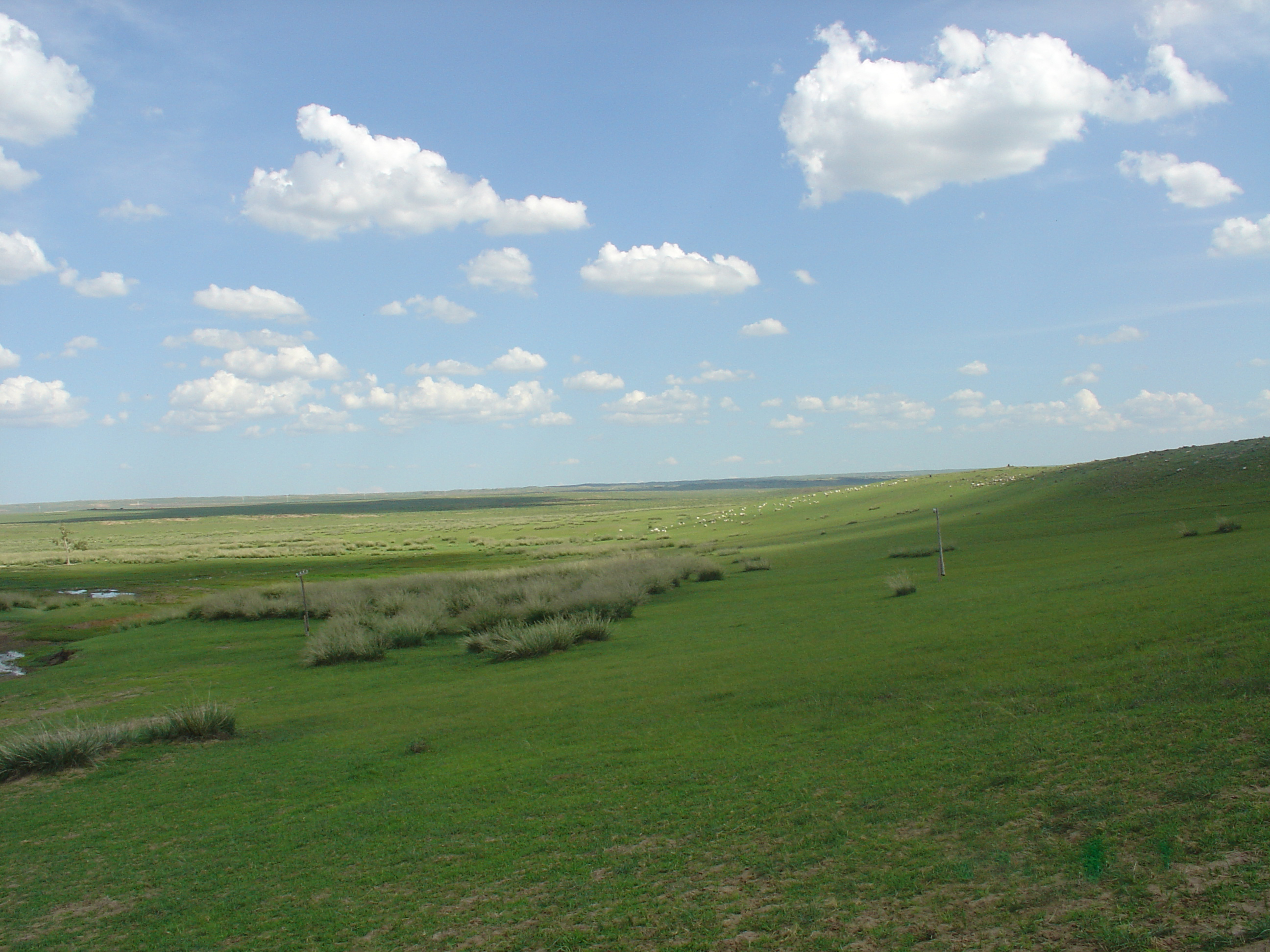
Степи Внутрішньої Монголії

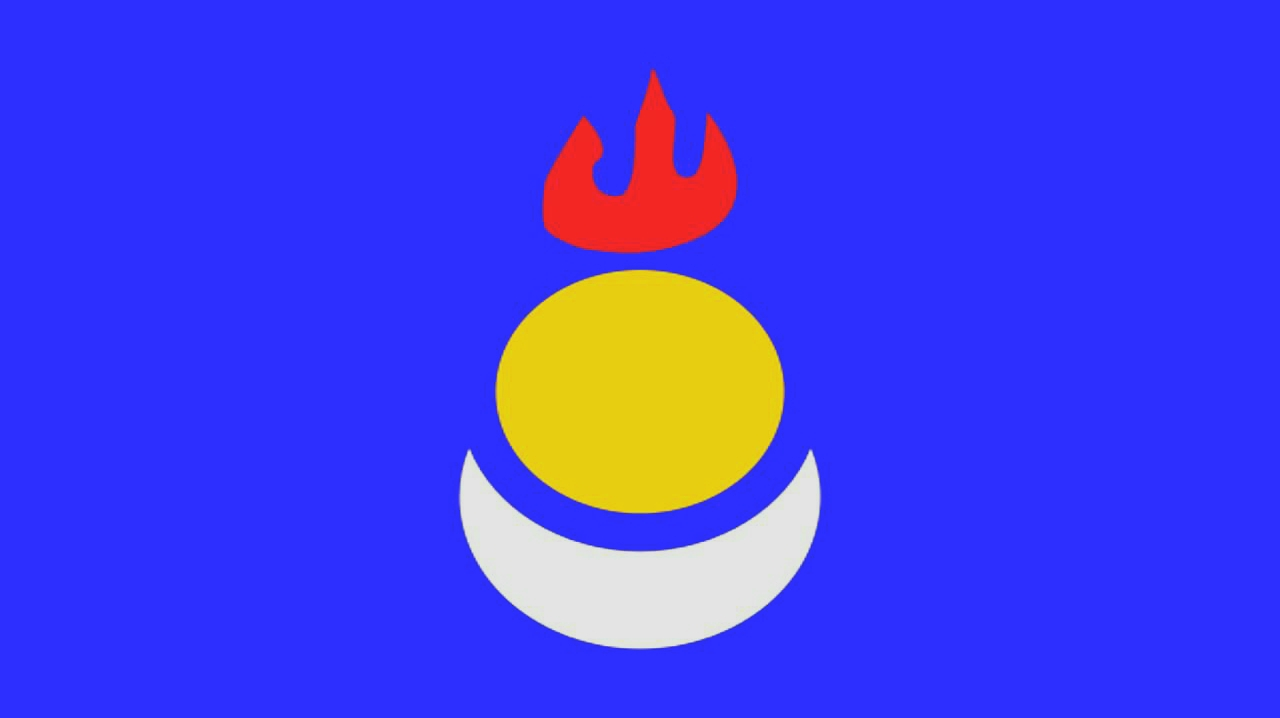
Прапор

Вну́трішня Монго́лія (монг. Өвөр Монголын Өөртөө Засах Орон, ᠥᠪᠥᠷᠮᠣᠩᠭᠣᠯ ᠤᠨᠥᠪᠡᠷᠲᠡᠭᠨᠵᠠᠰᠠᠬᠤᠣᠷᠣᠨ; кит. спр. 内蒙古自治区, піньїнь: Nèi Měnggǔ Zìzhìqū, акад. Ней Менґу Цзичжицу) — автономний регіон на півночі Китаю. Столиця — Хух-Хото, найбільше місто — Баотоу. Населення 23,84 млн осіб (23-тє місце серед провінцій; дані 2004 р.). Регіон займає площу 1 183 000 км² (3-тє місце).

## Історія

### Середньовіччя

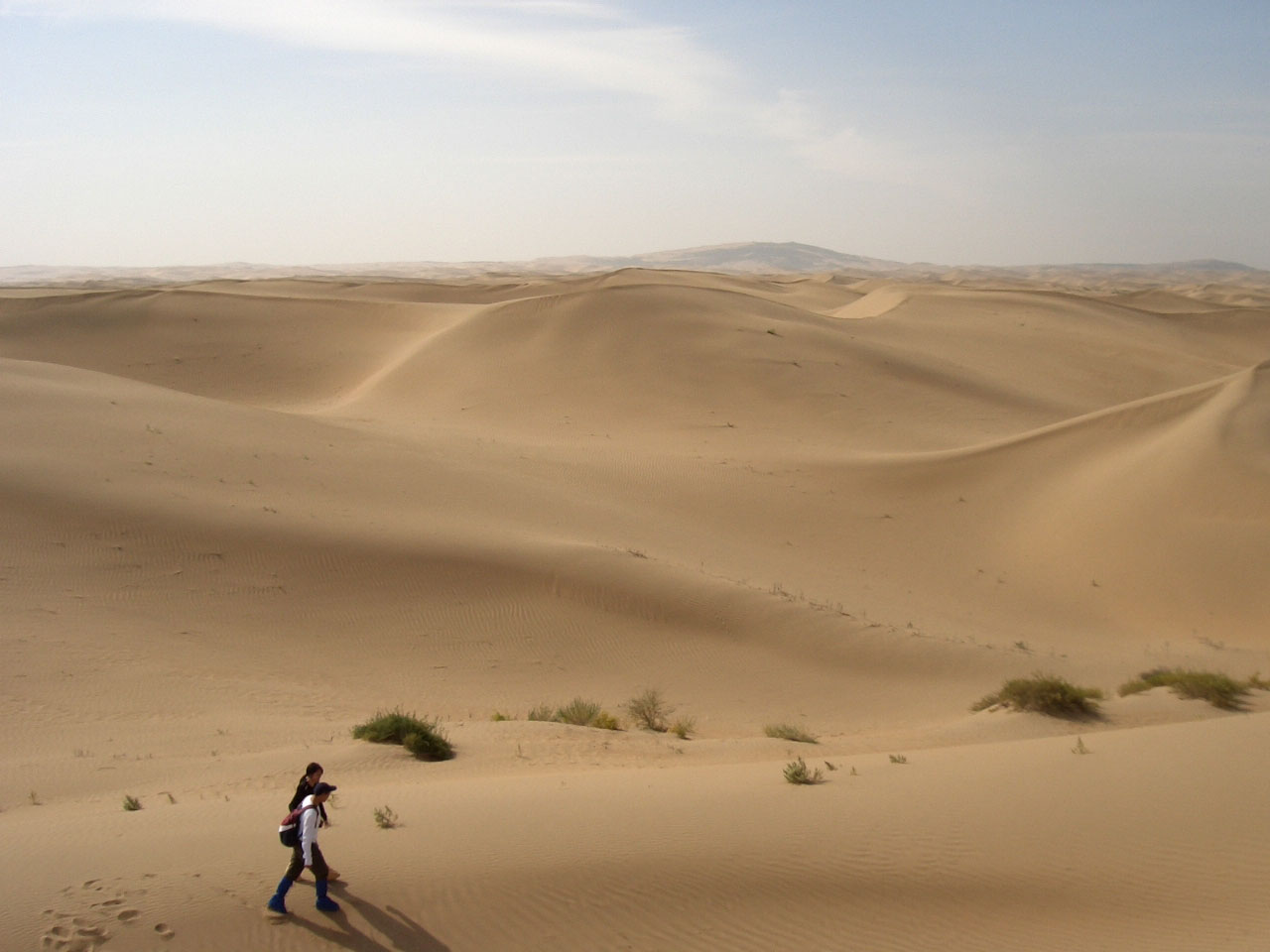
Пустеля Внутрішньої Монголії

Народи, що населяли територію Монголії, періодично розділялися як на південну і північну, так і на західну і східну орди. Так, хунну під час занепаду своєї могутності розділилися на південних і північних. Можливо, гобійська й алтайська смуги служили природними бар'єрами, що сприяли роздробленню країни. Після падіння імперії Юань, власне Монголія знов стала політичним центром розвитку історії монголів. З самого початку цього періоду Монголія була вже розділена на дві практично незалежні частини — Західну і Східну. Східна Монголія, своєю чергою, ділилася на ліві та праві тумени. Ліві тумени включали Халху, Чахарію і Уріанхай і управлялися ханом, а праві тумени складали Тумет, Хорчин і Юншиебу і управлялися жинонгом.
Спочатку, титул жинонг (спадковий принц) був установлений ще за часів імперії Юань. При Юань жинонг сидів у Каракорумі та займався справами власне Монголії, а сам великий хан сидів у Даду й управляв всією імперією. Але після падіння Юань жинонг став спадковим титулом правителя правих туменів.
Бату-Мунхе Даян-хан (його батько був жинонгом і загинув у феодальному конфлікті з Мандуул ханом) прийшов до влади в 1466 р., вирішив відродити колишні закони, призначивши сина жинонгом і відправивши його на південь, в праві тумени. Проте, місцеві феодали не бажали прийняти сюзерена над собою і вбили принца. Після придушення регіоналізму цих феодалів Бату-Мунхе переніс політичний центр країни з Халхи до Чахару. Причиною перенесення ханської ставки було знову ж таки прагнення Даян-хана протистояти сепаратизму правителів (тайши) правих туменів, а Чахар був у безпосередньому сусідстві з ними. Відтоді аж до маньчжурських завоювань всемонгольські хани сиділи в Чахарії.
По смерті Бату-Монхе Даян-хана в 1504 р. країна була поділена його 11 синами. При цьому Халха була розділена на північну і південну, і північна Халха відійшла його молодшому синові Герсенз Жалайр хунтайджі. Північна Халха складала приблизно територію сучасної Республіки Монголія. Решта всіх доменів тодішньої Східної Монголії, включаючи південну Халху стали пізніше Внутрішньою Монголією.

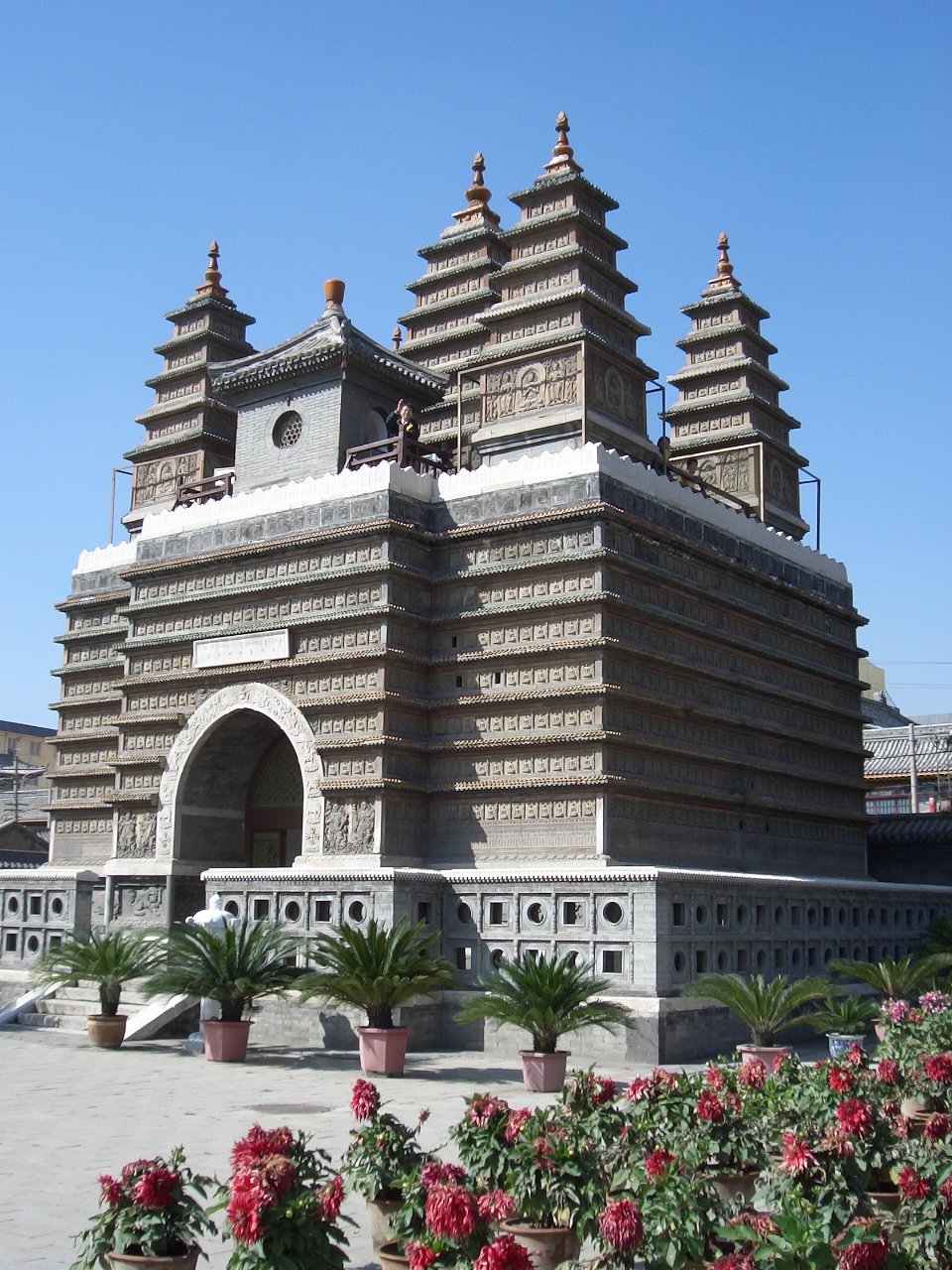
Буддійський храм п'яти пагод у Хух-Хото

До середини XVI століття посилився правитель Тумедського домену Алтин, син Барсболод-джінона. Він привласнив собі звання «хан», разом із ханом Монголії в Чахарії. Алтин-хан влаштовував набіги на Мінську імперію, домагаючись сприятливих торгових умов для своїх володінь. Він також розгромив фракції ойратів-західних монголів, змагавшись із ними за оволодіння Хухнурським районом в 1552. Він заснував місто Хуххот в 1575 р., яке згодом стало столицею сучасної Внутрішньої Монголії. Його племінник Сецен хунтайджі Ордоський вторгся до Тибету в 1566 році. Він повернувся звідти з трьома ламами та прийняв буддистську віру. У той час хан Монголії Тумен Дзасагту приймав у Чахарі в 1576 році одного з вищих лам «червоношапкового» толку.
Алтан-хан Тумедський запросив у свої володіння вищого ламу секти «жовтошапочників» Соднам-Джамцо у 1577 р. і присвоїв йому титул Далай-лами; той, зі свого боку, оголосив Алтина наступником Хубілай-хана, а себе — Пагба-лами.
На початок XVII століття монгольські володіння стали настільки незалежними одне від одного, що останнього всемонгольського хана часто називають Лігден-хан Чахарський. Він намагався об'єднати монгольських феодалів мирним шляхом, але ці спроби не вдалися. Його спроби насильницького об'єднання країни лише віддаляли його кузенів від нього. Так феодали володінь Хорчин, Харачин і південної Халхи уклали союз із Нурхачи Батором маньчжурським. Маньчжури, разом із тими феодалами розгромили сили Лігден хана в декількох битвах. Лігден-хан загинув у 1634 р. від хвороби в Ганьсу, відступаючи в Хухнурський район. Маньчжури зайняли місто Хуххот і маньчжурський хан Абахай проголосив себе ханом Монголії. Таким чином вся територія сучасної Внутрішньої Монголії стала територією Цинськой імперії. Північна Халха залишалася незалежною до 1691 року.

### XVIII—XIX століття
Внутрішня Монголія, що зіграла значну роль у завоюванні Китаю маньчжурами, була розділена на 49 прапорів у Цинській імперії. Війська володарних князів Внутрішньої Монголії брали участь у загарбницьких походах маньчжурів. Так, вони брали участь у кампаніях проти Галдан Бошогту Ойратського наприкінці XVII століття і проти Джунгарського ханства в середині XVIII століття. У XIX столітті у Внутрішній Монголії значного рівня розвитку досягла література. Одним із видатних письменників цього періоду був В. Інжінаши, шляхтич-чингизид. До кінця XIX століття розвернувся дугуйланський рух (дугуйлан — гурток) проти маньчжурського панування. Одним з активістів дугуйланського руху був поет Хишигбат. Рух був придушений маньчжурськими військами.

### XX—XXI століття
Національно-визвольний рух, що розгорнувся по всій Монголії на початку XX століття, привів до створення теократичної держави Богдо-ханської Монголії в Зовнішній Монголії у 1911 році. Усі 49 хошунів Внутрішньої Монголії, а також цинхайські й алашанські монголи, виявили бажання добровільно приєднатися до знов утвореного Монгольського Ханства. Уряд Богдо-хана відправив війська до Внутрішньої Монголії, щоб вигнати війська Республіки Китай.
Кяхтінський договір трьох держав — Монголії, Російської імперії і Республіки Китай — 1915 року змусив Монголію відмовитися від планів приєднання Внутрішньої Монголії. По поняттях Російської імперії, тільки Зовнішня Монголія була в її сфері впливу згідно з угодою з Японською імперією. Таким чином Внутрішня Монголія відійшла до Республіки Китай.
Проте, народ Внутрішньої Монголії продовжував боротьбу за свободу. Під час Другої світової війни деякі князі намагалися спиратися на мілітаристську Японську імперію, щоб позбутися Республіки Китай. Голова маріонеткової держави Менцзян, князь-чингизид Де Ван Демчигдонров очолював визвольну боротьбу в цей період.
У серпні 1945 року війська Монгольської Народної Республіки, сприяючи наступу радянської армії проти Квантунської армії, вступили до Внутрішньої Монголії, щоб звільнити її від японських мілітаристів і від Республіки Китай. Незабаром після звільнення, Внутрішня Монголія була залишена монгольськими військами. Причиною тому була вірність Сталіна нерівноправному кяхтинському договору 1915 року. Таким чином, війська Мао Цзедуна знову окуповували Внутрішню Монголію.
Князь Демчигдонров та інші патріоти продовжували боротьбу за звільнення аж до 1949 року.

## Адміністративний поділ
Автономія поділяється на 12 префектур, 9 з яких є міськими:
| Карта         | Карта            | Карта           | Карта           |
| ------------- | ---------------- | --------------- | --------------- |
|               |                  |                 |                 |
| #             | Українська назва | Китайська назва | Піньінь         |
| Міські округи |                  |                 |                 |
| 2             | Баяннур          | 巴彦淖尔市      | Bāyànnào'ĕr Shì |
| 3             | Ухай             | 乌海市          | Wūhăi Shì       |
| 4             | Ордос            | 鄂尔多斯市      | È'ĕrduōsī Shì   |
| 5             | Баотоу           | 包头市          | Bāotóu Shì      |
| 6             | Хух-Хото         | 呼和浩特市      | Hūhéhàotè Shì   |
| 7             | Уланчаб          | 乌兰察布市      | Wūlánchábù Shì  |
| 9             | Чифен            | 赤峰市          | Chìfēng Shì     |
| 10            | Тунляо           | 通辽市          | Tōngliáo Shì    |
| 12            | Хулунбуїр        | 呼伦贝尔市      | Hūlúnbèi'ĕr Shì |
| Префектури    |                  |                 |                 |
| 1             | Алашань          | 阿拉善盟        | Ālāshàn Méng    |
| 8             | Шилін-Гол        | 锡林郭勒盟      | Xīlínguōlè Méng |
| 11            | Хінган           | 兴安盟          | Xīng'ān Méng    |

## Національний склад
| Перепис 2000 | Перепис 2000 | Перепис 2000 |
| Народ        | Чисельність  | Доля в %     |
| ------------ | ------------ | ------------ |
| Китайці      | 18 465 586   | 79,17 %      |
| Монголи      | 3 995 349    | 17,13 %      |
| Маньчжури    | 499 911      | 2,14 %       |
| Дунгани      | 209 850      | 0,900 %      |
| Даури        | 77 188       | 0,331 %      |
| Евенки       | 26 201       | 0,112 %      |
| Корейці      | 21 859       | 0,094 %      |
| Росіяни      | 5 020        | 0,022 %      |

## Економіка
У 2006 р. ВВП провінції склав 60,4 млрд $ (+23 % до 2005 р.). ВВП на душу населення — 2,5 тис.US$ (+22,8 %). Найрозвиненішими секторами господарства є металургія, сільське господарство (виробництво цукрового буряка, баранини та молочних продуктів), легка промисловість (вироби з кашеміру).
У 2006 р. додана вартість місцевого промислового виробництва становила 23,4 млрд $ (+31 % до 2005 р.). Найбільше зростання відбулося в переробці продукції агропромислового сектора (включаючи тваринництво), виробництві енергоресурсів, металургії, випуску електронного устаткування і машинобудуванні.
Додана вартість виробництва агропромислового сектора — 9 млрд $ (+16 % до 2005 р.). Найбільше зростання відмічене у виробництві буряку (+50 %), заливного рису і соєвих культур, фруктів, молока (+50 %) і м'яса.
У 2006 р. обсяг роздрібного обороту товарів народного споживання склав 20,4 млрд $ (+18 % до 2005 р.), в тому числі в містах — 14 млрд $ (+20 %). У 2006 р. на 25 % зросли обсяги продажів автотранспорту, житла, обробних матеріалів і туристичних послуг; майже в 4 рази — засобів комунікації та зв'язку. Відбувається подальше зростання обсягів зовнішньої торгівлі регіону. Зовнішньоторговельний обіг Внутрішньої Монголії у 2006 р. склав 6,7 млрд $ (+30 % в порівнянні з 2005 р.), в тому числі експорт — 2,6 млрд $ (+25 %). Основна структура експорту АРВМ: продукція давальницької торгівлі, машинне устаткування (зростання обсягів на 70 %); структура імпорту: продукція давальницької торгівлі, харчові продукти (м'ясо-молочна продукція), шкіряні та шерстяні вироби тощо. Основні торгові партнери: США, Росія, Монголія, Південна Корея, Японія. Спостерігається зліт інвестиційної співпраці. У 2006 р. розмір фактично привернутих у місцеву економіку закордонних інвестицій склав 2,3 млрд $ (+90 % в порівнянні з 2005 р.). Раніше регіон істотно відставав за цими показниками від інших районів Китаю.

## Культура
Народився специфічний художник Вей Дун (нар. 1968).